# Cèrcol (estri)

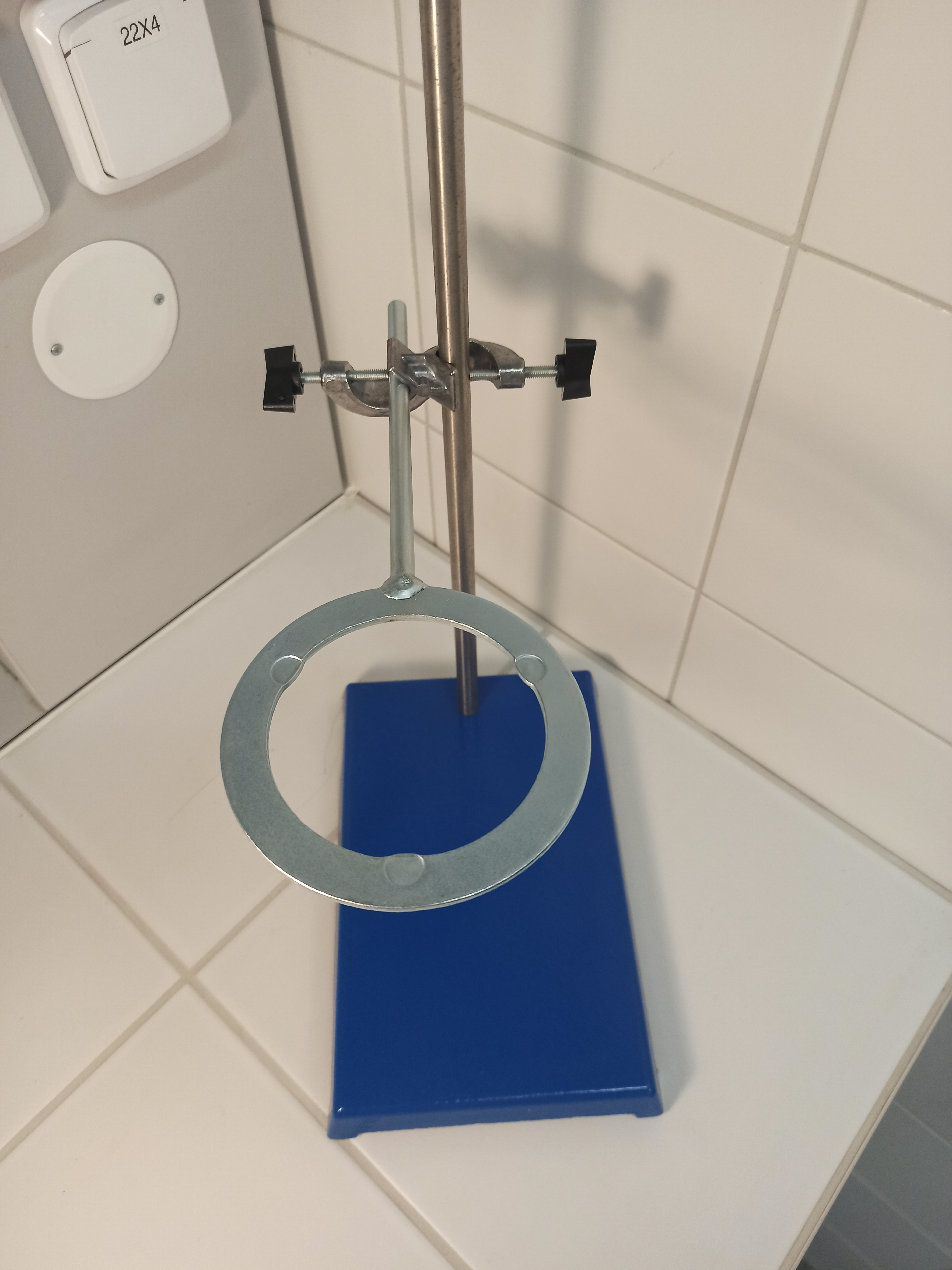
Cèrcol subjectat amb una anou a un suport universal.

Un cèrcol és un estri de laboratori de metall, generalment d'acer cromat, d'estructura circular tancada, però també se'n fabriquen amb l'anell obert anomenats portaembuts. Els cèrcols tenen un mànec del mateix material que s'adapta al suport de laboratori mitjançant una anou, alguns d'ells ja el duen incorporat al final del mànec.
| Catàleg de cèrcols | Catàleg de cèrcols | Catàleg de cèrcols | Catàleg de cèrcols |
| Longitud (mm)      | Ø intern (mm)      | Material           | Característiques   |
| ------------------ | ------------------ | ------------------ | ------------------ |
| 200                | 70                 | Acer 18/10         | Sense anou         |
| 220                | 100                | Acer 18/10         | Sense anou         |
| 220                | 120                | Acer 18/10         | Sense anou         |
| 200                | 70                 | Acer galvanitzat   | Sense anou         |
| 220                | 100                | Acer galvanitzat   | Sense anou         |
| 220                | 130                | Acer galvanitzat   | Sense anou         |
| 70                 | 70                 | Acer galvanitzat   | Sense anou         |
| 70                 | 100                | Acer galvanitzat   | Amb anou           |
| 70                 | 130                | Acer galvanitzat   | Amb anou           |

Els cèrcols s'empren com a suport d'altres estris, com ho són els vasos de precipitats quan s'han d'escalfar i que requereixen una reixeta damunt del cèrcol, embuts cònics per a filtrar, embuts de decantació per a separar líquids immiscibles, etc.